# Mashhoodiella echthromorpha
Mashhoodiella echthromorpha är en stekelart som beskrevs av Hayat 1972. Mashhoodiella echthromorpha ingår i släktet Mashhoodiella och familjen sköldlussteklar. Inga underarter finns listade i Catalogue of Life.